# Klostermühle (Berg bei Neumarkt in der Oberpfalz)
Klostermühle ist ein Gemeindeteil der Gemeinde Berg bei Neumarkt in der Oberpfalz im Landkreis Neumarkt in der Oberpfalz in Bayern. 

## Geografie
Die Einöde liegt im Oberpfälzer Jura auf circa 384 m ü. NHN an der Schwarzach, etwa eineinhalb Kilometer nördlich des ehemaligen Ludwig-Donau-Main-Kanals und circa fünf Kilometer nordwestlich des Gemeindesitzes.

## Geschichte
Die Mühle gehörte zum Birgittenkloster Gandenberg und ist erstmals 1435 erwähnt, und zwar als Geschenk des Pfalzgrafen Johann von Neumarkt an das Kloster. Im Dreißigjährigen Krieg wurde sie mitsamt dem Kloster 1635 durch die Schweden abgebrannt. Der damalige Müller hieß Conrad Haberman; die Familie saß schon länger auf der Mühle. Das heute stehende Mühlengebäude wurde 200 m südlich der zerstörten Mühle 1700/01 gebaut. 1713 erscheint ein Christopher Spitz als Müller; auch heute noch ist das Anwesen im Besitz der Familie Spitz. 1857 hatte die Mühle auch eine Säge, die noch zu Beginn des 20. Jahrhunderts betrieben wurde. Neben dem normalen Mahlgang verfügte die Mühle im 19. Jahrhundert über einen Krappgang, mit dem die Pflanze Krapp zur roten Farbe gemahlen wurde. Ein Stromgenerator kam im 20. Jahrhundert hinzu, der auch die Umgebung mit Elektrizität versorgte. Seit dem Schwarzach-Hochwasser von 1964 dreht sich das mittelschlächtige eiserne Mühlrad von 6 m Durchmesser nicht mehr, der Mühlgraben wurde 1970 beim Bau der Autobahn Nürnberg–Regensburg verfüllt. 2004 wurde das „Klostermühlenmuseum Gnadenberg“ mit dem originalen, funktionsfähigen Mahlwerk durch den Kulturhistorischen Verein Gnadenberg e. V. eröffnet.
Gegen Ende des Alten Reiches, um 1800, als die Familie Spitz das Mühlenanwesen von einer halben Hofgröße besaß, unterstand das Anwesen dem Klosterrichteramt Gnadenberg der Salesianerinnen zu St. Anna in München. Die Hochgerichtsbarkeit übte das Pflegamt Haimburg aus, das zuletzt in Personalunion mit dem Pflegamt Pfaffenhofen geführt wurde.
Im Königreich Bayern (1806) gehörte die Mühle zum Steuerdistrikt Oberölsbach, bei der Gemeindebildung um 1810/20 zu der Ruralgemeinde Oberölsbach, die neben Oberölsbach und der Klostermühle noch Reichenholz, Unterölsbach, Gnadenberg sowie den Irleshof umfasste. Diese Gemeinde war zunächst dem Landgericht Pfaffenhofen, dann dem Landgericht Kastl im Bezirksamt Velburg unterstellt. Im Zuge der Gebietsreform in Bayern wurde die Gemeinde Oberölsbach und damit auch die Klostermühle am 1. Mai 1978 nach Berg eingemeindet.

### Einwohnerentwicklung
- 1836: 12[6]
- 1937: 8[7]
- 1987: 6 (1 Wohngebäude, 2 Wohnungen)[8]

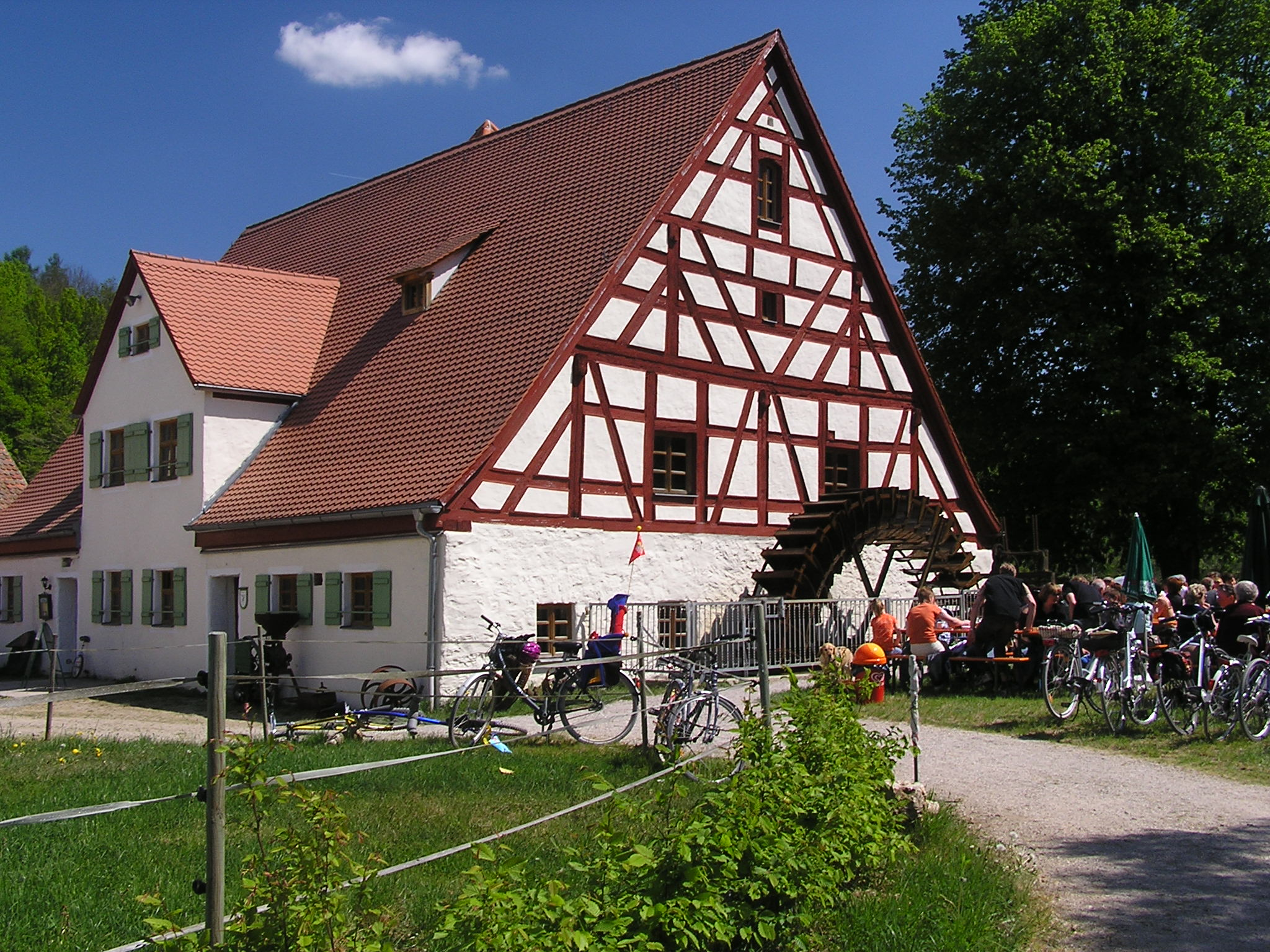
Mühlengebäude mit Fachwerk

## Sehenswürdigkeit
Das ehemalige Mühlengebäude und heutige Mühlenmuseum, ein Wohnstallbau aus dem 17./18. Jahrhundert mit Steildach und mit dem bei der Restaurierung ab 1999 freigelegten Fachwerk, ist sehenswürdig. Es gilt als Baudenkmal.

## Persönlichkeiten
- Michael Spitz, Pater der Salesianer Don Boscos, Dr. theol., * 8. Oktober 1937, aufgewachsen auf der Mühle, † 14. April 2008 im Kloster Ensdorf[9]

## Verkehrsanbindung
Das Mühlenanwesen ist über einen Anliegerweg zu erreichen, die von der Staatsstraße 2240 am östlichen Ortsende von Gnadenberg abzweigt und nach der Mühle wieder zur Staatsstraße zurückführt.